# Szentlőrinc
Szentlőrinc là một thành phố thuộc hạt Baranya, Hungary. Thành phố này có diện tích 27,82 km², dân số năm 2010 là 6974 người, mật độ 251 người/km².